# St. Leonhard (Wirsberg)

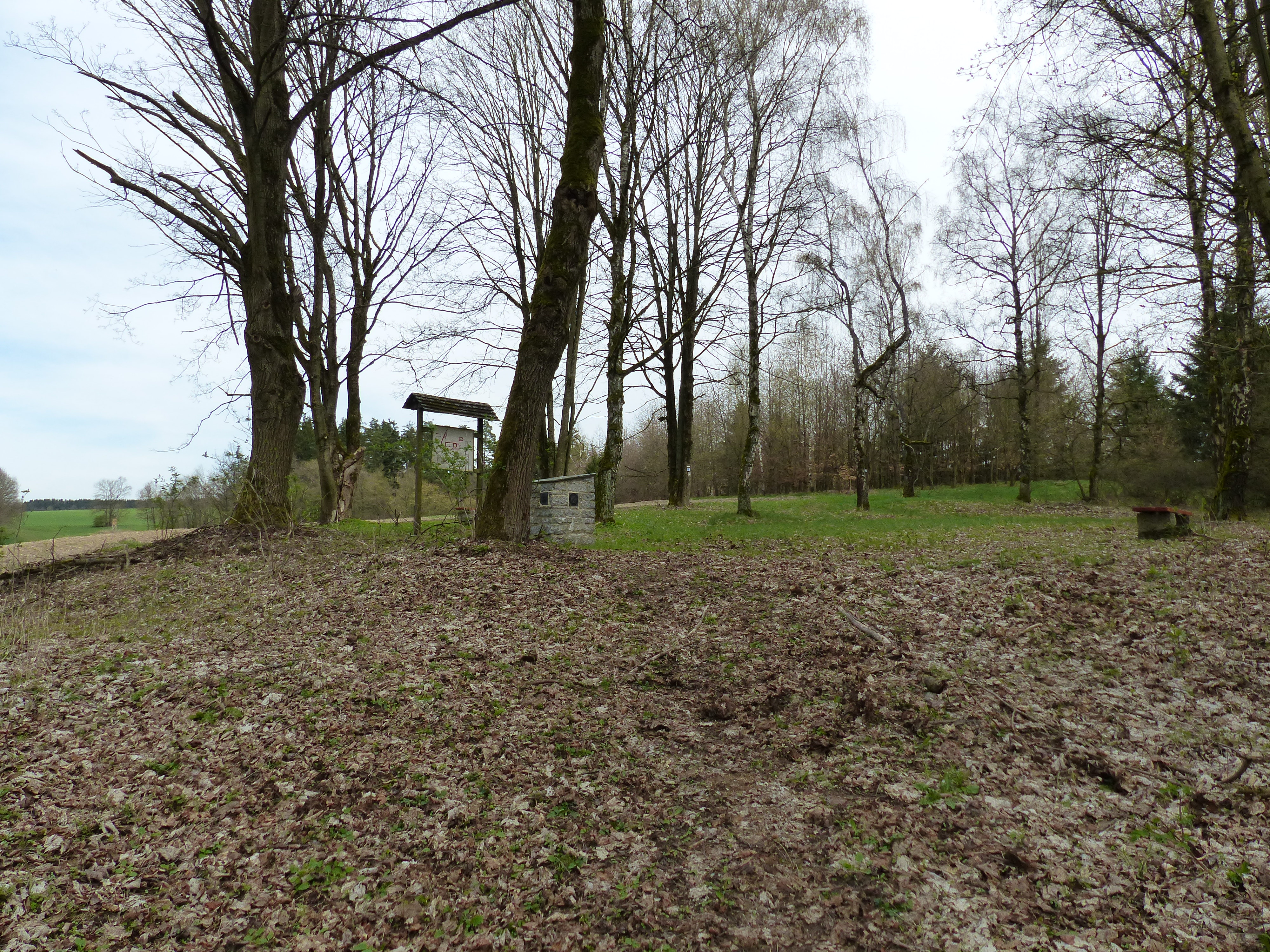
Fläche des Bodendenkmals

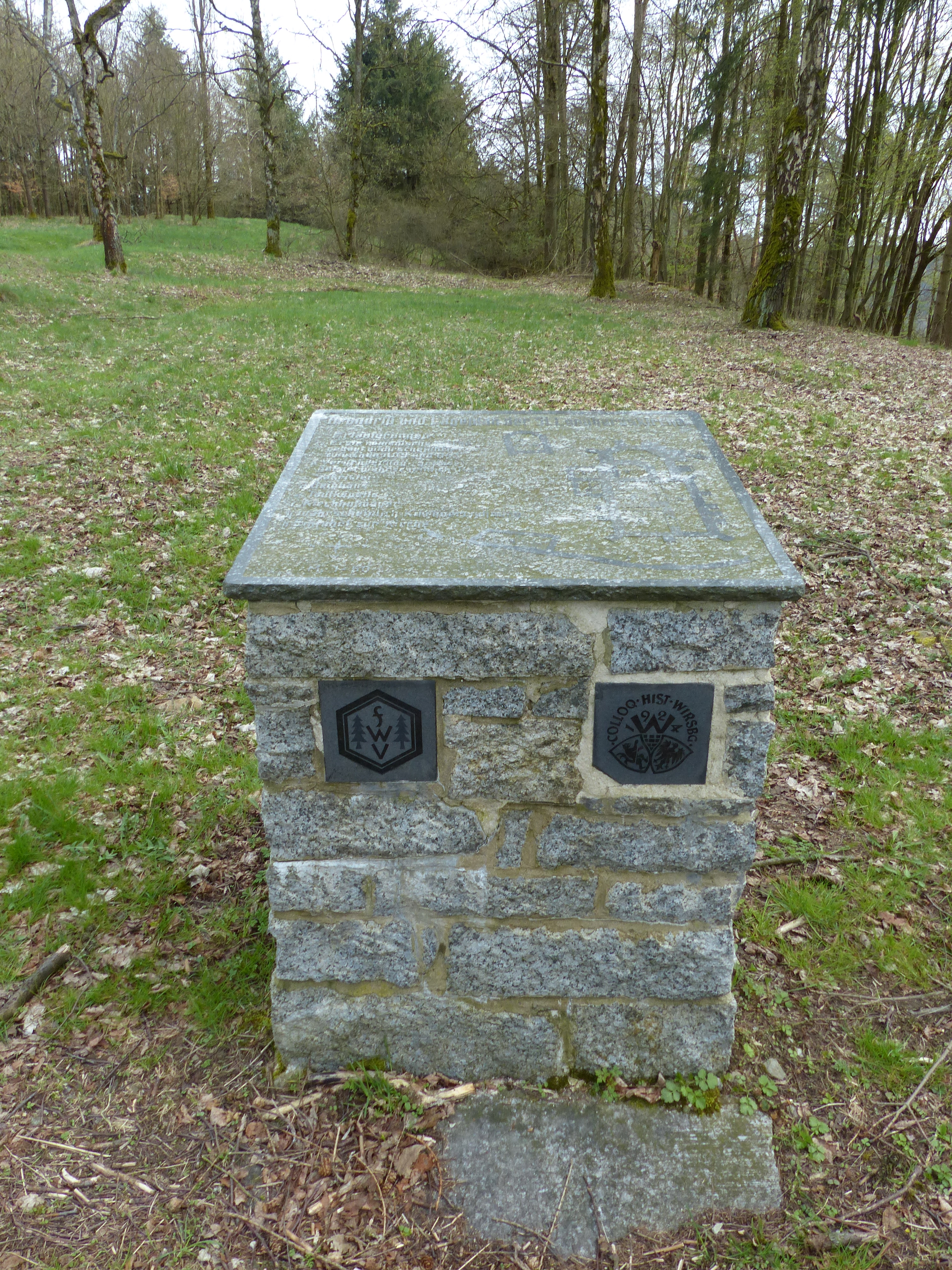
Gedenkstein mit Lageplan

Die St.-Leonhards-Kirche ist eine abgegangene Kirche bei Wirsberg im oberfränkischen Landkreis Kulmbach.
Neben der Pfarrkirche St. Johannis verfügte der Markt Wirsberg früher über zwei weitere Kirchen. Die Ruine Heilingskirche befindet sich bei Neufang. Von dieser ehemaligen Wallfahrtskirche steht nur noch die Giebelfront, die Kirche wurde ab 1564 als Auswirkung der Reformation abgetragen.
Die St.-Leonhards-Kirche lag nördlich des Hauptortes östlich der Straße nach Neufang auf der Ostkuppe der Buchleite oberhalb des Kosertales und des Hag-Grabens. Das Colloquium Historicum Wirsbergense und der Frankenwaldverein führten ab 1933 die Ausgrabungen der Grundmauern durch, der Schwerpunkt der Grabungsarbeiten war in den Jahren 1935 und 1936 unter dem Vorsitzenden des Frankenwaldvereins, Eduard Margerie. Auch Dekan Johannes Schlund zählte zu den Mitwirkenden. Lorenz Reinhard Spitzenpfeil hat sich als Bauforscher engagiert. Gefunden wurden Grundmauerreste eines gotischen Kirchenbaues, darin auch Mauerreste einer kleineren spätromanischen Kirche, datiert auf den Anfang des 12. Jahrhunderts. Ein Anbau mit Knochenfunden wurde als Gebeinhaus identifiziert. Vor allem im Nordwesten der Kirche befanden sich Reste einer Umfassungs- bzw. der Friedhofsmauer. Im Nordosten der Kirche wurden Reste eines älteren kapellenartigen Gebäudes freigelegt, die nach Schlund als Taufkapelle gedeutet wurden. Der Bereich ist heute Bodendenkmal (D-4-77-163-24) und auch Baudenkmal (D-4-77-163-24).
Der Heilige Leonhard gilt als Schutzpatron des Viehs, insbesondere der Pferde, und des Bergbaus, deshalb wurden einige Funde dieser Heiligenverehrung zugeschrieben. Ein vorausgehender hölzerner Kapellenbau und eine Kultstätte wurden vermutet. Die Leonhardskirche ist in Urkunden in der Zeit ab 1400 erwähnt. Ein Rabenstein war 1400 dort Frühmessner. Bei der Ablösung von Marktschorgast und Erhebung zur eigenen Pfarrei 1433 wurde neben der Johanniskirche die Kapelle St. Leonhard genannt, was den erweiterten Neubau zu diesem Zeitpunkt erklären kann. Im Jahr 1486 war St. Leonhard eine Wallfahrtskirche. Im Jahr 1600 wurde der Bau abgebrochen, die Steine wurden zum Bau der Friedhofskirche in Wirsberg verwendet.